# Harold Williams
Harold Williams, född den 17 juni 1924 i Briton Ferry, död den 12 september 2014 i Leeds i England, var en walesisk professionell fotbollsspelare.
Williams började sin fotbollskarriär i Newport County, men är mest ihågkommen som en framgångsrik ytter i Leeds United. Han spelade 228 matcher och gjorde 35 mål i Leeds mellan 1949 och 1957, varav 211 ligamatcher och 32 ligamål. Han spelade totalt 311 ligamatcher och gjorde 49 ligamål under sin karriär.
Han spelade dessutom fyra landskamper för Wales.